# 錫比烏縣
錫比烏縣是羅馬尼亞中部的一個縣。面積5,432平方公里，2011年時人口為375,992人，人口密度為每平方公里78人。首府錫比烏。
下設2市、9镇、53鄉。